# Скугекер Бергбу
Скугекер Бергбу или Скугечер Бергбу (швед. Skogekär Bergbo) — псевдоним анонимного шведского поэта XVII века, который означает «Друг Леса, Житель Гор».

## Краткие сведения
Кто именно скрывается за псевдонимом, до сих пор не выяснено. Ещё с XVII века предполагают, что это мог быть юрист Густав Русенхане (швед. Gustaf Rosenhane, 1619—1684), по другой версии — это его брат Шеринг Русенхане (швед. Schering Rosenhane, 1609—1663), или же юрист Юхан Сильвиус (швед. Johan Sylvius, 1620—1690).
Скугекер Бергбу, наряду с Георгом Шернъельмом, является одним из первых выдающихся поэтов Швеции. В своём первом произведении «Жалобы шведского языка» (швед. Thet Swenska språketz Klagemål, 1658) он поставил задачу очистить шведский язык от иноязычного влияния. Его выдающееся произведение — цикл «К Вёнерид» (швед. Wenerid, 1680), в который вошло сто сонетов о неразделённой и невозможной любви лирического героя к женщине по имени Вёнерид из высших слоёв общества. Сонеты написаны в традиции петраркизма с использованием изысканной классицистической стилистики.
Непостоянно все: меняясь непрестанно,

как сумерки и ветр — настанет и пройдет.

А дорогое нам и вовсе не живет.

Так перышко летит, и тает прядь тумана.

Что плакать! или петь! Не изменить ни грана

в составе времени. Все движется вперед,

и дорогое нам равно не знает льгот.

Непостоянна грусть, и явь непостоянна.

Смирись, душа! Прими законы мирозданья

и с бегом времени сверяй свои желанья.

Пусть молодость моя проходит без людей —

я верю, что не грусть, а радость — чародей:

забвенье нам дарит, воспоминанья будит.

И, верно, Вёнерид моя душа забудет.

Скугечер Бергбу, из цикла «К Вёнерид», сонет 22
Самый известный сонет из цикла «К Вёнерид» — «Ты, мой маленький остров» (швед. DV lilla Hålma min), в котором прославляется город Стокгольм. По данным первого печатного издания «К Вёнерид» (1680), сонеты были написаны ещё до 1650 года. Кроме того, Скугекер Бергбу опубликовал сборник «Сорок малых песен» (швед. Fyratijo små Wijsor, 1682.)